# BBC News at One
BBC News at One («Notícias à Uma») é o noticiário vespertino da BBC. Produzido pela BBC News, é transmitido em simultâneo na BBC One e BBC News diariamente às 13:00. Em média, 2.7 milhões de espetadores acompanharam uma das edições em 2007, sendo o programa mais visto em horário diurno na televisão britânica.
O noticiário é apresentado por Sophie Raworth de segunda-feira a quinta-feira e Kate Silverton aos fins de semana.